# Teenage Engineering
Teenage Engineering (sv. ungdomlig ingenjörskonst) är ett svenskt konsumentelektronikföretag och tillverkare som grundades 2005 av Jesper Kouthoofd, David Eriksson, Jens Rudberg och David Möllerstedt och baserat i Stockholm. Dess produkter inkluderar elektronik och synthesizers, med dess huvudprodukt OP-1. 
Deras produkter har tagits väl emot för deras estetiska värde och funktionalitet. 

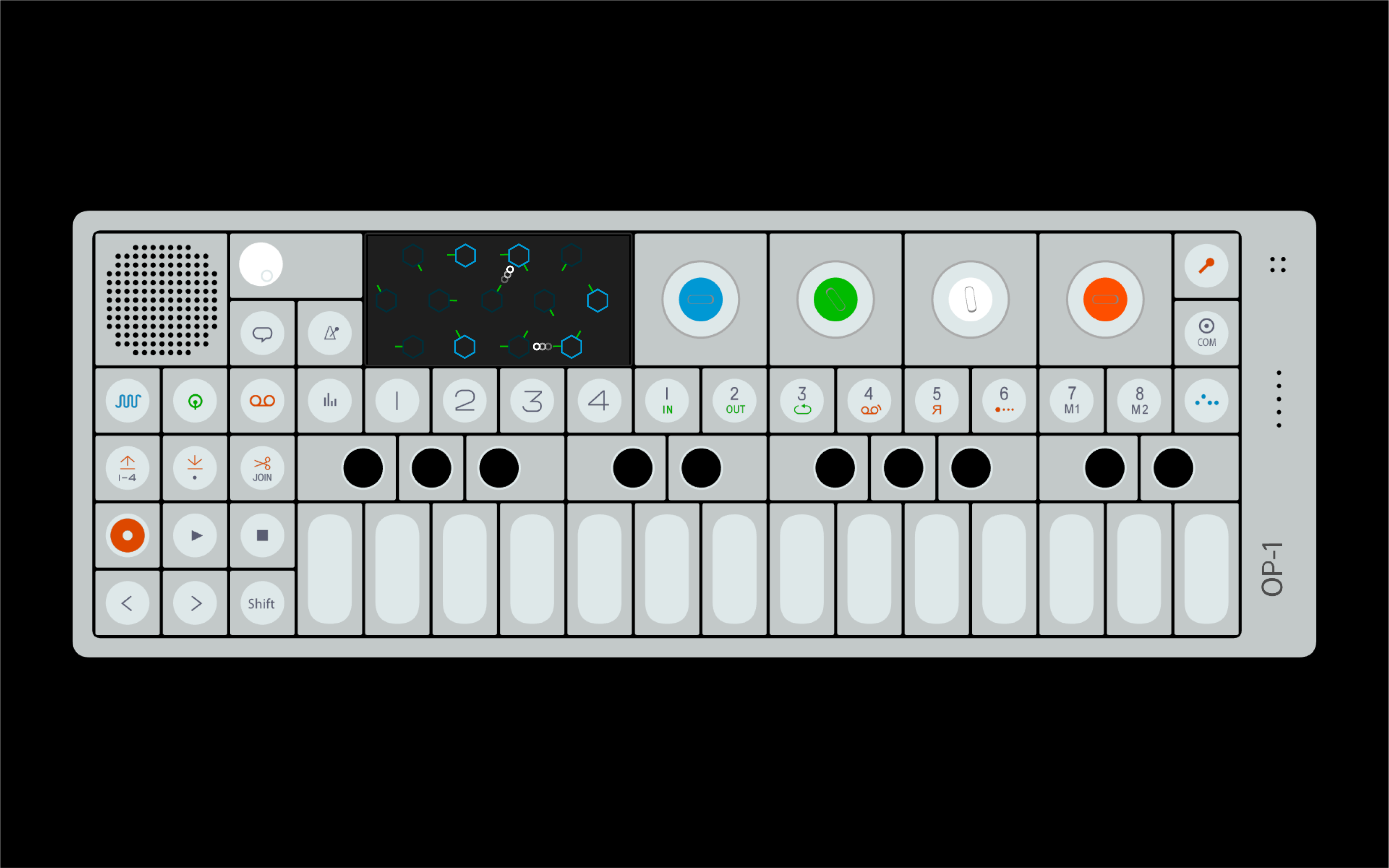
OP-1 har vunnit priser för sin design och ljudmotorer.

## Produkter
- OP-1 (2011)
- oplab (2012)
- OD-11 (2014; med Stig Carlsson Foundation)
- Pocket Operators (med Cheap Monday)
  - 10-series (2015)
  - 20-series (2016)
  - 30-series (2018)
- Impossible I-1 (2016; åt Impossible Project)
- Frekvens (2019; åt Ikea)
- OP-Z (2018)
- H, R (2017; med Raven/Baidu)[2]
- Playdate (2019; med Panic Inc.)